# Dalida
Iolanda Cristina Gigliotti (El Cairo, 17 de enero de 1933-París, 3 de mayo de 1987), más conocida como Dalida, fue una cantante, actriz, bailarina, productora, modelo y presentadora de televisión italiana, naturalizada francesa.
Hija de inmigrantes italianos establecidos en Egipto, desde pequeña soñó con convertirse en una famosa actriz, pero desde los 10 meses de edad sufrió varias infecciones y operaciones en los ojos que la dejaron estrábica (trastorno en el que los ojos no miran exactamente en la misma dirección), y esto la obligó a usar unas grandes lentes. En la escuela fue blanco de burlas por eso.
En 1940 las fuerzas aliadas se llevaron a su padre al campo de concentración en El Fayed, cerca del desierto del Cairo. Después de que lo liberaran se convirtió en un hombre agresivo. Finalmente murió en 1945, lo cual marcó la vida de Iolanda para siempre. En 1954 se convirtió en miss Egipto, recibió muchas ofertas de trabajo y viajó a París el 25 de diciembre de 1954.
Habiéndose instalado en Francia, conoció su primer éxito como cantante con el título Bambino, en 1956. Dándole forma a un repertorio de cerca de 2000 canciones, es interpretado en numerosas lenguas, entre ellas inglés, italiano, francés, árabe, español, hebreo, alemán, griego, neerlandés, turco y japonés. Se convierte en una gran cara de la canción francesa y en una estrella a escala internacional. También participó en la popularización de ciertos géneros musicales como el twist, el folk, el disco, el reggae, el pop o incluso el raï.
En 1981 fue la primera mujer en recibir un disco de diamante en reconocimiento a la cantidad de copias vendidas, que le valieron un total de 55 discos de oro a lo largo de su carrera. Entre sus éxitos más conocidos se listan «Bambino», «Les enfants du Pirée», «T'aimer follement», «Ciao amore, ciao», «Je suis malade», «Darla Dirladada», «Gigi l'amoroso», «Paroles...Paroles...», «Il venait d'avoir 18 ans», «J'attendrai», «Le Lambeth Walk», «Avec Le Temps», «Salma Ya Salama», «Soleil, Soleil», «Laissez-moi danser» y «Mourir sur scène». Con los títulos «J'attendrai» y «Bésame mucho», Dalida fue una de las primeras artistas francesas que interpretaron canciones disco. Registró numerosos dúos con personalidades de la escena mundial como Alain Delon, Julio Iglesias, Massimo Ranieri, Johnny Hallyday, Mireille Mathieu, Nana Mouskouri, Petula Clark, Charles Aznavour, Claude François o Serge Gainsbourg.
Se suicidó en 1987 por sobredosis de barbitúricos tomados con un vaso de whisky algunos meses después de haber sido la actriz principal de la película dramática Le sixième jour. Su muerte fue consecuencia de varios dramas personales —entre ellos, la muerte de su compañero sentimental y profesional Luigi Tenco, quien se suicidó de un tiro en la cabeza en una habitación de hotel durante el Festival de San Remo tras haber sido eliminado. Ya la había conducido a una tentativa de suicidio veinte años antes—.
Dalida ha vendido más de 140 millones de discos en todo el mundo.

## Biografía

### Infancia

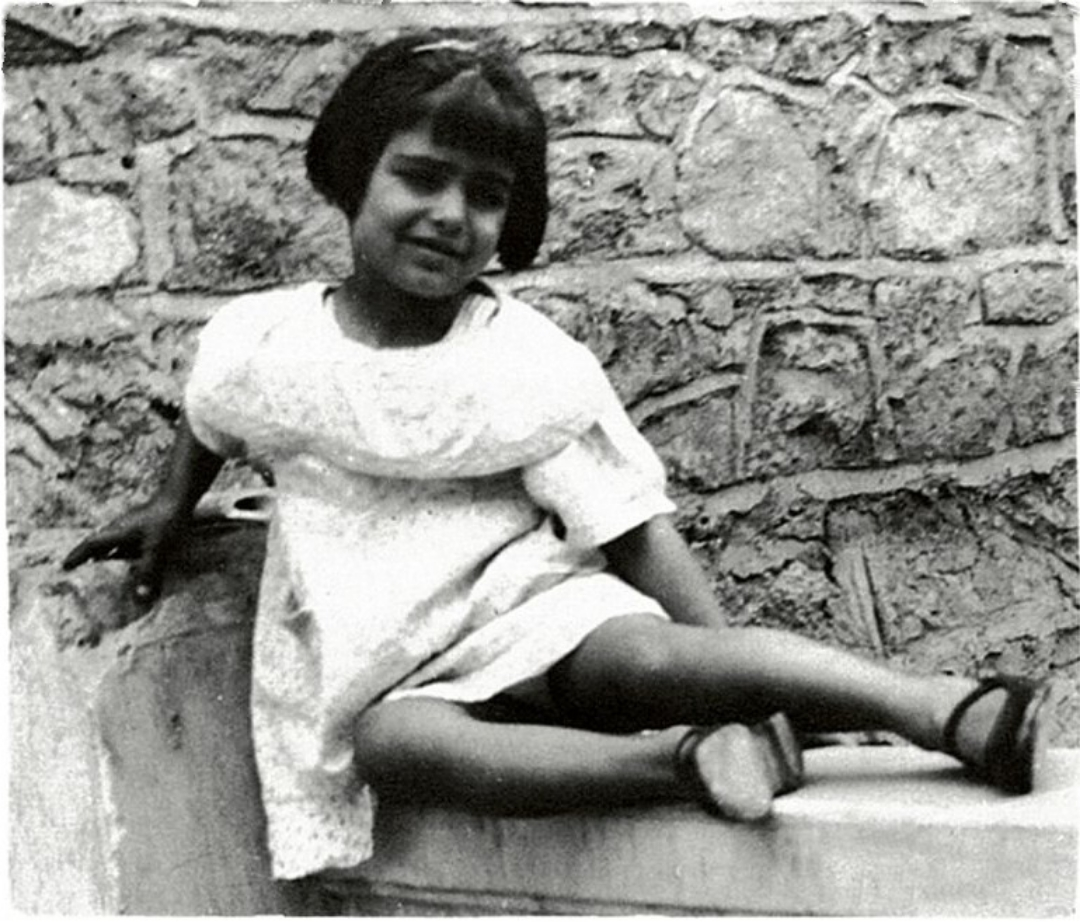
Dalida a los cuatro años de edad.

Iolanda Cristina Gigliotti —posteriormente su primer nombre sería afrancesado como Yolande— nació el 17 de enero de 1933 en Choubrah, un barrio a las puertas de El Cairo, Egipto, en el seno de una familia de clase media. Sus padres eran inmigrantes calabreses originarios de Serrastretta, en la provincia de Catanzaro, Italia. Iolanda fue la segunda de tres hermanos. Su progenitor era primer violín de la Ópera de El Cairo.

## Inicio de su carrera
En 1954 es elegida Miss Egipto. Ese mismo año se traslada a Francia con la intención de hacerse un lugar en el cine galo. En 1955 Dalida forma parte del reparto en la película A Glass and a Cigarette dirigida por Niazi Mostafa y basada en una historia de Abdel Aziz Salam. En este mismo film, Dalida canta un tema inédito titulado La luna negra.

### D de Dios
Al principio Dalila cantaba en cabarets. Una vez alguien le hizo notar que ese nombre no era el mejor, pues se le asociaba al personaje bíblico de Dalila. Entonces, por consejo del escritor Marcel Achard, cambia la última "l" de su nombre por una "d" de Dios.
En 1956 graba su primera canción, Madona, una versión en francés de un éxito de Amália Rodrigues. Le seguirá Bambino, uno de sus grandes éxitos, una traducción de la canción napolitana Guaglione, compuesta por Giuseppe Fanciulli (música) y el letrista Nisa. En principio estaba destinada a conocerse en la voz de Gloria Lasso, pero Lucien Morisse, director de programación de Radio Europe 1, le hace grabarla en una noche. En la emisora se oye constantemente y Dalida consigue un disco de oro. En marzo de 1957 se presenta en el teatro Olympia de París acompañando a Charles Aznavour y en septiembre a Gilbert Bécaud. En 1959 obtiene ex aequo con Tino Rossi el Oscar a la mejor canción, otro premio después del Óscar de Radio Monte Carlo como vedette preferida de la audiencia y el gran premio de la canción por la interpretación en francés de Romántica, canción ganadora del Festival de Sanremo. El 8 de abril de 1961 se casa con Lucien Morisse, pero pocos meses después le abandona por el joven pintor Jean Sobieski, padre de la actriz Leelee Sobieski. En diciembre de 1961 se presenta en el Olympia como estrella principal, con gran éxito.

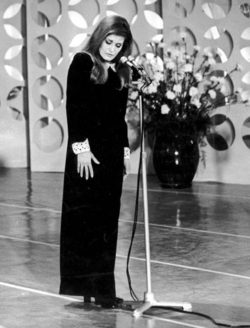
Dalida en el festival de San Remo en 1967.

En 1967 se presenta en San Remo, junto al cantautor italiano Luigi Tenco, su pareja de entonces, con la canción compuesta por él Ciao amore, ciao. Después de ser rechazada la composición por un jurado y por el público, Luigi Tenco se suicida, un asunto que aún no parece estar del todo esclarecido. A finales de 2005 un fiscal italiano reabrió el caso. Al parecer fue una muerte mal investigada y rápidamente archivada, pues no hubo ni autopsia ni prueba pericial sobre la nota de suicidio. Ese mismo año ella quedó embarazada de Lucio, un joven estudiante de 18 años, el cual la dejó embarazada de un bebé que tuvo que abortar; aborto que la dejaría estéril. Estos hechos son relatados en su sencillo Il venait d'avoir 18 ans.
En 1972 se escucha en México, en Estados Unidos y en Hispanoamérica su voz acompañada del actor Alain Delon interpretando la melodía "Paroles, paroles" [Palabras, palabras], en idioma francés, con gran aceptación en esos países ya mencionados. Tanto éxito tuvo esta melodía que, posteriormente, sería traducida al idioma español y al idioma inglés.
En 1975, Dalida vuelve a poner de moda la canción J´attendrai pero esta vez adaptada a la música disco, La canción fue cantada originalmente por Rina Ketty en 1938; al poco tiempo la grabarían también Tino Rossi y Jean Sablon. La canción es una adaptación de la italiana Tornerai (letra de Nino Rastelli y música de Dino Olivieri), inspirada en una melodía de Madama Butterfly.
En 1981 Dalida se convierte en la primera cantante en recibir un disco de diamante. A lo largo de su carrera consiguió cincuenta y cinco discos de oro interpretados en diez idiomas, y vendió un total de 140 millones de discos. En 1985 vuelve a Egipto para rodar la película El al-Yawm al-Sadis (Le sixième jour en Francia) del director Youssef Chaine, que le trae excelentes críticas, aunque también múltiples recuerdos que la atormentarán durante sus últimos años.

### Muerte
El día 2 de mayo de 1987, hizo creer a sus allegados que vería la comedia Cabaret de Jérôme Savary, que se presentaría en el Teatro Mogador, por la noche, y cenaría con François Naudy. Pero en realidad, François no confirmó la cita, lo que la molestó, y se quedó sola en su casa en la noche del 2 al de 3 de mayo. 

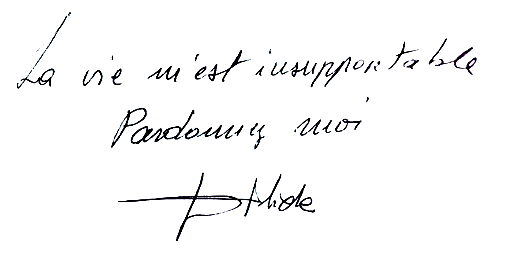
Una de las notas que escribió antes de suicidarse.

Dalida se suicidó en su casa n.º 11 bis de la Rue d'Orchampt, en Montmartre, por sobredosis de barbitúricos, que bebió con un vaso de whisky (el alcohol acentuó el efecto de los barbitúricos), el día 3 de mayo de 1987. Antes de suicidarse escribió tres notas: una a su hermano Orlando, otra a su amante, François Naudy, y la última —única cuyo contenido es público— en la cual se justificaba con las palabras “La vie m'est innsupportable. Pardonnez-moi” [La vida me es insoportable. Perdonadme]. Su cuerpo fue descubierto inerte al siguiente día, a última hora de la tarde, con la luz de su mesita de noche apagada, por primera vez desde años. El presidente de Francia, François Mitterand, escribió una nota en nombre de la República con las palabras: “Adieu Yolande, merci Dalida” [Adiós Yolande, gracias Dalida].
El día 4 de mayo, los medios franceses, y algunos extranjeros, se apresuraron a preparar especiales sobre su vida y obra, para anunciar la muerte de Dalida. El periódico Républicain lorrain tituló un artículo Ciao, ciao, Dalida en referencia a su canción Ciao, ciao, bambina. El día 7 de mayo de 1987 a las 11 horas de la mañana se llevó a cabo un gran homenaje en la iglesia de la Madeleine, en el VIII distrito de París —después de descartar la iglesia Saint-Jean de Montmartre por ser demasiado pequeña para la ceremonia—; el vecindario quedó cerrado y no se permitió la circulación de automóviles. El órgano de la iglesia interpretó a Mahler, y luego “Ciao Ciao Bambina”. Durante la ceremonia le rindieron homenaje varias personalidades, como Alain Delon, Anouk Aimée, Brigitte Bardot, Charles Aznavour, Charles Trenet, Eddy Barclay, François Mitterrand, Frédéric Mitterrand, Gilbert Bécaud, Jacques Chirac, Jack Lang, Johnny Hallyday, Julio Iglesias, Line Renaud, Michel Drucker, Serge Gainsbourg y Serge Lama, entre otros.
A su funeral asistieron aproximadamente unas 40 000 personas, que desde las 8 horas de la mañana se congregaron en la place de la Madeleine para darle el último adiós.
Ya en el cementerio de Montmartre, el coro de “Pequeños cantantes con una cruz de madera” le ofreció su último homenaje. Dalida fue enterrada en la 18º división del cementerio de Montmartre, entre las calles de Chemin des Gardes y la Rampe Caulaincourt.

## Legado
Dalida se convirtió en todo un icono francés; después de su muerte se le hicieron diversos homenajes, convirtiéndola en una figura para las nuevas generaciones.

#### Francia
Entre 1957 y 1987 Dalida logró colocar setenta sencillos entre el top 20 del hit-parade de Francia: J'attendrai, Monday, tuesday... Laissez-moi danser, Parle plus bas (Le parrain), Salma ya salama (francés), Génération 78, Gigi l'amoroso, Il faut danser reggae, Le jour le plus long, Paroles, paroles, Le temp des fleurs.
En 1981 el gobierno francés le propuso el título de «Marianne de Francia» para que sirviera de modelo para la nueva Marianne.
Aunque disponía una amplia variedad de idiomas, fue el francés su principal idioma de canto. Durante su carrera muchos éxitos en francés pasaron las francófonas, como: J'attendrai, Gigi l'amoroso o Monday, tuesday... Laissez-moi danser, entre otras.
Según un ranking de personalidades y eventos que marcaron a los franceses de 1968 a 1988 publicado por el Instituto de investigaciones de Sofres en 1988, el suicidio de Dalida quedó en 10° lugar (con un 10 %), solo justo detrás de la muerte de Charles de Gaulle (16 %) y adelante de Juan Pablo II (6 %) y la Madre Teresa de Calcuta (3 %).
Según una investigación del IFOP en Francia en 2001, Dalida y Édith Piaf eran las cantantes más populares que habían marcado el siglo XX.
En 2017 se estrenó la película biográfica Dalida, dirigida por Lisa Azuelos, donde se narra la vida de la cantante. Estrenada en cerca de 40 países, en Francia acumuló más de un millón de entradas.
En 2019, para celebrar el 86° aniversario de su nacimiento, Google le dedicó un doodle.

#### Tributos
- Alain Aslan realizaría una estatua que adorna su tumba. Diez años después realizaría un busto en su honor.
- En el año 1990 Estados Unidos otorga a Dalida, 3 años después de su partida, el Diploma Internacional "Star Registry".
- En 1997, fue inaugurada la Place Dalida, entre las calles Girardon y Abreuvoir en Montmartre, ahí se localiza su busto.
- El 5 de octubre de 1998, Thierry Savona creó el primer sitio web oficial, en Internet, dedicado a un sitio artístico en Francia: DALIDA, de acuerdo con Orlando.
- Primero durante la exposición "Más allá del espectáculo" organizada por el centro Georges Pompidou en París (del 28 de noviembre de 2000, al 24 de enero de 2001). En colaboración con el "Walker Art Center" en Mineápolis, se instalará una casa el viernes 5 de enero testigo, en tamaño natural y que no es otro que la reproducción de la villa del cantante DALIDA en Montmartre.
- En 2005 la directora Joyce Buñuel, nuera de Luis Buñuel, realizó una miniserie para la televisión francesa sobre su vida, titulada Dalida. Protagonizada por la actriz italiana Sabrina Ferilli, aunque la voz aparecía doblada por Vittoria Scognamiglio, y con la participación de Christopher Lambert, como Richard Chanfray, conde de Saint-Germain, y Alessandro Gassman, como Luigi Tenco.

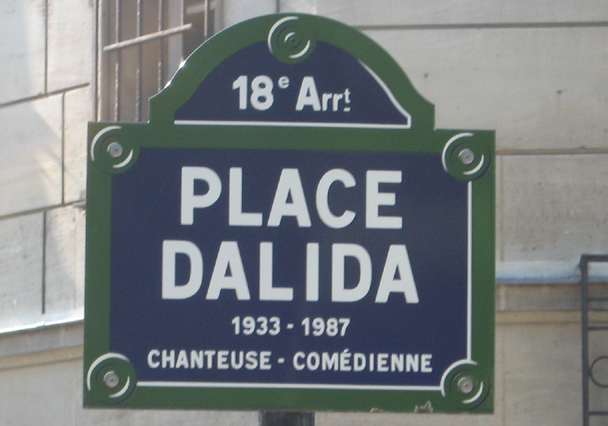
Placa en la Place Dalida

- Del 9 al 18 de octubre de 2003 Canadá le rinde homenaje excepcional a Dalida. Por primera un espectáculo musical cuenta su historia “Une vie” se estrena en Quebec.
- Del 20 al 30 de mayo de 2004, se presentó en Líbano el espectáculo musical "Dalida une vie" De mayo a septiembre de 2007, la Municipalidad de París conmemoró el 20º aniversario de la muerte de Dalida con una exposición trajes y fotografías inéditas
- Con motivo del 23 aniversario, el centro nacional de disfraces rinde homenaje a Dalida del 5 de junio al 31 de diciembre de 2010, durante su exposición: "Vestiaire de Diva, de Maria Callas a Dalida ..." Al presentar algunos magníficos y famosos vestidos de escenario de Dalida, así como su disco de diamantes y sus pertenencias personales: bolso, zapatos ... etc.
- En 2016 la cantante española Luz Casal grabó un disco en su honor, Luz Casal chante Dalida, A mi manera.
- El 11 de enero de 2017 se estrenó en Francia la película Dalida, protagonizada por Sveva Alviti y dirigida por Lisa Azuelos.
- El 14 de octubre de 2017, Thierry Savona presenta y organiza, en Lyon, un desfile de disfraces de bailarines de Dalida y una exposición de objetos personales que pertenecieron a Dalida
- Se organiza una exposición "Dalida, un armario de la ciudad en el escenario" abierta al público del 27 de abril al 10 de septiembre de 2017 en el Museo de París, Palais Galliera, 75 000 personas se apresuraron a descubrir los atuendos sublimes del escenario. así como toda esta ropa de calle de la cantante. La exposición es posible gracias a la donación de Orlando.
- El 5 de agosto de 2017, Dalida fue conmemorada y honrada por Calabria, Italia. Un homenaje nocturno tuvo lugar en Serrastretta, lugar de origen de los antepasados de Dalida, que emigraron a Egipto. Organizado por el alcalde de Serrastretta, Felice M. Molinaro y los miembros de la asociación cultural Dalida, Angelo Aiello y Franco Fazio. El espectáculo fue presentado en la plaza principal de Serrastretta, frente a más de 1,500 personas, por el periodista y presentador de televisión Francesco Occhiuzzi, en presencia de Cristiano Malgioglio, Silvia Mezzanotte, Maria Letizia Gorga y Carol Lauro. Entre los invitados de honor se encontraba el presidente de la región de Calabria; Mario Oliverio, Luigi Gigliotti; sobrino de Dalida, y Thierry Savona, oficial de comunicación y presidente del Fan Club Dalida.
- El 21 de agosto, la región de Calabria rindió un nuevo homenaje; en esta ocasión se creó el premio Dalida. Mario Oliviero, presidente de la región de Calabria, para recordar el trabajo en curso del Auditorio-Teatro DALIDA, que se inaugurará en 2020 en la aldea ancestral de Dalida. En Serrastretta, dijo que el Auditorio Dalida destacó el hermoso pueblo de Serrastretta y presentará Dalida a las nuevas generaciones, pero también a través de numerosos proyectos. Carla Bruni recibió el Premio Dalida esa noche y dijo: "Recibir los Premios Dalida es un inmenso honor para mí. Siempre he amado a Dalida. Me encantó su voz, me gustó su cara, me encantaron sus canciones y también me gustó su melancolía."
- Un nuevo homenaje fue tributado a Dalida el sábado 12 de octubre en Lyon, organizado por Thierry Savona y Luigi Gigliotti.

#### Premios

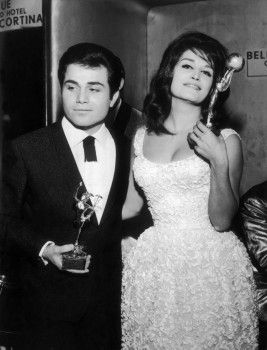
Dalida y Orlando con el Óscar mundial de la Jukebox para el artista más tocado en las máquinas de disco, 4 de enero de 1963, Cortina d'Ampezzo, Italia.

Durante su carrera musical Dalida recibió varios premios y reconocimientos, tanto antes y después de su deceso, ella recibió más de 50 discos de oro, la medalla de República otorgada por el general Gaulle, disco de platino, disco de diamantes y otros, entre los cuales figuran los siguientes:
- El 19 de septiembre de 1957 por primera se entrega un disco de oro a una mujer, Dalida fue la primera en recibirlo por su sencillo Bambino, vendido a más de 300 000 personas en tiempo récord.

- 1957: Disco de oro a los sencillos: Historie d'un amour, y, Gondolier.

- 1958: Óscar de la canción francesa de Radio Monte Carlo.
- 1958: Disco de oro a los sencillos: Je pars, Les gitans, y Come prima.
- 1958: Disco de oro en Alemania al sencillo: Am tag als der Regen kam.
- El 27 de febrero de 1959, en un salón en los Campos Elíseos, Dalida recibió con Yves Montand de manos del ministro Roger Frey "Les Bravos du Music-Hall". que anualmente premian a los dos artistas más populares con favores públicos. En 1958, Dalida rompió récords al vender discos, sin duda es la estrella más popular. Una gran cantidad de artículos elogiosos aparecieron en la prensa, insistiendo en que Dalida, cuya ascensión relámpago marca una de las carreras más rápidas y brillantes en la historia del Music-Hall, es la cantante francesa más programada en todas las estaciones de radio, el artista que rompe récords de ventas y asistencia durante sus conciertos.
- 1959: Radio Montecarlo le otorgó el Oscar de popularidad, el martes 7 de abril a las 9:00 p. m., en el escenario del Casino Municipal de Niza. ¡Dalida obtiene este premio para el año 1958 y recibe 8,320 votos, convirtiéndose en la primera artista femenina en ganar un apoyo unánime!.

- 1959: Dalida recibe sus primeros premios extranjeros: En Italia le otorgan dos premios: el “Óscar a la popularidad” y“La Louve d'Or ”(disco más vendido del año), en Berlín, en Alemania, recibe el "León de Oro" por su canción "Am Tag als der Regen Kam".
- 1959: Coq d'or para la canción francesa Les gypsies.
- 1959: Disco de oro a los sencillos: Guitare et tambourin, y, Ciao Bambina.
- 1960:  Gran premio de la canción italiana.
- 1960: Óscar de la canción francesa de Radio Monte Carlo.
- 1960: Disco de oro a los sencillos: Romantica, Bikini itsi bitsi, T'aimer follement, Les enfants du Pirée.
- 1961: Canción Oscar con Charles Aznavour.
- 1961: Óscar de la Chanson française de Radio Monte Carlo.
- 1961: Disco de oro en Italia: Milord.
- 1961: Disco de oro a los sencillos: Parlez moi d'amour, y, Garde moi la dernière danse.
- 1962: En Calabria, Italia, es nombrada ciudadana honoraria.
- 1962: Óscar de la Chanson française de Radio Monte Carlo.
- 1962: Disco de oro a los sencillos: Papa achète moi un juke box, Le petit Gonzales, y, Le jour le plus long.
- 1963: Óscar de la Chanson française de Radio Monte Carlo, junto con Jhonny Hallyday
- 4 de enero de 1964: Dalida recibe su primer Óscar mundial a la canción en Cortina d'Ampezio, Italia, por la artista más reproducida en las juke box.

## Sus éxitos (1956-1987)
Dalida grabó canciones en diez idiomas. Es difícil enumerar todos los temas que ella dejó registrados: cerca de 500 canciones en francés, 200 en italiano y otras 200 en diferentes idiomas: inglés, árabe, español, alemán, hebreo, griego, neerlandés, turco y japonés. Algunos de sus mayores éxitos fueron:
- À ma manière (1980)
- Am Tag als der Regen kam (1973), letra de Ernst Bader
- Amore Scusami (1964)
- Amoureuse de la vie (1977)
- Anima Mia (1974)
- Aranjuez la tua voce (1967)
- Avec le temps (1971), versión de una canción del cantautor Léo Ferré.
- Bambino (1956)
- Bang Bang (1966)
- Bésame mucho (Embrasse-moi) (1976), bolero compuesto por Consuelo Velázquez en 1940.
- Paroles, paroles (con Alain Delon) (1973) (letra de Michaële )
- Bravo (1983)
- Buenas Noches mi Amor (1957)
- C´etait mon ami (1984)
- Ciao Amore, Ciao (1967)
- Ciao, Ciao Bambina (1959)
- Come Prima (Tu me donnes) (1958)
- Comme disait Mistinguett
- Concerto pour une voix (1970)
- Ça me fait rêver (1978) con Bruno Guillain
- Danza (1982)
- Darla Dirladada (1970)
- Ensemble (1982)
- Et de l'amour... de l'amour (1975) con Richard Chanfrey como « St-Germain »
- Eux (1963)
- Fini, la comédie (1981)
- Garde-moi la dernière danse (1961)
- Génération 78 (1978) con Bruno Guillain
- Gigi l'amoroso (1974) (letra de Michaële)
- Gondolier (1958)
- Hava Naguila (1958)
- Helwa ya balady

- Histoire d'un amour (1957)
- Il faut danser reggae (1979)
- Il Silenzio (Bonsoir mon amour) (1965)
- Il venait d'avoir 18 ans / 18 Anni / He must have been eighteen (1973), compuesto por Pascal Sevran
- Ils ont changé ma chanson (1970)
- Itsi bitsi petit bikini (1960) : versión de la canción de Brian Hyland : Itsy bitsy teenie weenie yellow polka dot bikini
- J'attendrai / Tornerai (1975)
- Je reviens te chercher (1967)
- Je suis malade (1973), versión de una canción de Serge Lama
- Jouez Bouzouki (1982)
- Jusqu'au bout du rêve
- Kalimba de Luna (1984), versión de una canción de Boney M
- Laissez-moi danser
- L'amour et moi (1981)
- L'An 2005 (1969)
- L'Arlequin de Tolède / Arlecchino (1960)
- L'Innamorata (1984)
- L'ultimo valzer (1967)
- La chanson du Mundial '82 (1982)
- La colpa e tua (1971)
- La Danse de Zorba / La Danza di Zorba (1965/1986)
- La leçon de Twist (1962)
- La Mamma (1975, inédit 1996)
- La Sainte Totoche (1965)
- La vie en rose (1965/1976), letra de Édith Piaf, música de Louiguy (Louis Gugliemi) y Marguerite Monnot, grabada por su autora en 1945.
- Lady d'Arbanville (1970), Versión de una canción de Cat Stevens
- Le Flamenco (1965)
- Le jour du retour (1963)
- Le jour le plus long (1962)
- Le jour où la pluie viendra (1958/1982)
- Le Lambeth Walk / The Lambeth Walk (1978)
- Le petit bonheur (1976)
- Le petit Gonzalès (1962)
- Le promesse d'amore (1969)
- Le ranch de Maria (1957)
- Le restaurant italien (1983)
- Les feuilles mortes Hojas muertas, letra de Jacques Prévert, música de Joseph Kosma
- Le Sixième Jour (1986)
- Le temps d'aimer (1985)
- Le temps des fleurs (1968), versión de una canción de Mary Hopkin Those where the days
- Le Vénitien de Levallois (1985)
- Les anges noirs (1968)
- Les choses de l'amour (1971)
- Les enfants du Pirée (1960). Música y letra original: Manos Hadjidakis, letra francesa Jacques Larue. Título original: Ta pedia tou Pirea.
- Les Gitans (1958)
- Les hommes de ma vie (1986)
- Les grilles de ma maison (1967)
- Les p'tits mots (1983)
- Love in Portofino (1959)
- Lucas (1983) (letra de Michaële)
- Ma vie je la chante (1974)
- Mama (1967)
- Mama Caraïbo (1986)
- Maman, la plus belle du monde (1957)
- Mamina (1970)
- Marjolaine (1981)
- Milord (1960)
- Monday, Tuesday...Laissez-moi danser / Let me dance tonight (1979)
- Mourir sur scène (1983)
- Ne lui dis pas (1975) (paroles de Michaële)
- Nuits d'Espagne (1961)
- Nostalgie (1981)
- Oh! Lady Mary (1969)
- Ô Sole Mio (1960)
- Parce que je ne t'aime plus (1986)
- Parle plus bas (Le Parrain) (1972)
- Parlez-moi de lui (1966)
- Paroles... Paroles... (1972) con Alain Delon (de Mina y Alberto Lupo, letra de Michaële)
- Pour te dire je t'aime (1984)
- Quand je n'aime plus je m'en vais (1981)
- Quand on n'a que l'amour (1957/1979)
- Salma Ya Salama (1977), del compositor egipcio Sayed Darwich.
- Si j'avais des millions (1968) (versión de If I Were A Rich Man, que volverá a ser un éxito con el dúo Gwen Stefani y Eve), con el título de Rich Girl en 2004)
- Soleil / Mediterraneo (1984)
- Téléphonez-moi (1983)
- T'aimer follement (1960)
- Ti Amo (Je t'aime) (1977)
- Tico, tico
- Une femme à quarante ans (1981)
- Vado Via (1973)
- Voilà pourquoi je chante

#### Dalida canta en español
A continuación se recoge el listado de canciones registradas por Dalida en español:
- Los niños del Pireo
- Pequeño claro de luna
- Aquella rosa
- No me puedo quejar
- Cada Instante
- Dos
- No es el adiós
- El silencio
- El Cordobés, canción dedicada a la figura del diestro español Manuel Benítez
- El aniversario
- Zum, zum, zum
- Las cosas del amor
- Al escuchar mi acordeón
- Y amor... amor, tema cantado a dúo con Richard Chanfray
- Mi querido señor
- Gigi El Amoroso (Gigi l'amoroso)
- Todos morimos a los veinte
- Por no vivir a solas
- Tenía 18 años
- Volverás
- Déjame bailar
- Hay que bailar reggae
- Yo te amo
- Si el amor se acaba me voy
- Las palabras corrientes
- Morir cantando (Mourir sur scène)
- Por el teléfono
- Tu nombre
- El restaurante italiano
- Soleil (Mi sol)

## Filmografía
- 1954: Joseph et ses frères con Omar Sharif
- 1954: Le masque de Toutankhamon
- 1954: Un verre, une cigarette
- 1957: Brigade des mœurs
- 1958: Rapt au deuxième bureau
- 1960: Parlez-moi d'amour
- 1963: L'inconnue de Hong Kong de Jacques Poitrenaud con Serge Gainsbourg
- 1965: Ménage à l'italienne con Ugo Tognazzi
- 1968: Io ti amo
- 1977: Comme sur des roulettes de Guy Lux
- 1977: Dalida pour toujours documental
- 1986: Le sixième jour de Youssef Chahine